# Josep Palomer i Alsina
Mossèn Josep Palomer i Alsina (Arenys de Mar, 1886 - 1961) va ser sacerdot, historiador i escriptor. Va néixer al carrer de la Parera d'Arenys de Mar. Cursà estudis al Seminari Conciliar de Barcelona. Ordenat sacerdot el 1908, de primer residí a Girona com a familiar del bisbe Francesc de Pol i Baralt, després fou vicari de Riudellots, Calella i, finalment, Arenys de Mar, d'on el 1918 fou designat beneficiat. El 1943, després de passar un any com a capellà dels Germans Grabielistes de Caldes, tornà a Arenys on fou capellà de les monges clarisses fins al 1960.
Pels volts del 1912 començà a publicar prosa religiosa i, al cap de pocs anys, s'inicià en les obres d'ambient històric local, com ara L'aventurer Bernat Pasqual, Anècdotes arenyenques, La família dels Pasqual, En Joan Pau Cantalagrella, entre d'altres. De fet, com a estudiós, publicà dotze llibres, entre els quals cal destacar Estampes de Poblet (1927), Siluetes de Santes Creus (1927), La decadència de Poblet (1929) i Un patge de Maria Antonieta (1917) i un miler d'articles periodístics. A més pronuncià centenars de conferències.
Fou nomenat membre de la Reial Acadèmia de la Història de Madrid (1918), i de la Reial Acadèmia de les Bones Lletres de Barcelona (1922). L'any 1933 es feu càrrec de l'oficina dels Amics de l'Art Vell, que depenia de la Generalitat de Catalunya, i l'any següent fou nomenat membre del Patronat de l'Arxiu Històric Fidel Fita d'Arenys de Mar. De caràcter amable i gran conversador, es feu estimar per tothom. Morí l'any 1961 a Arenys de Mar deixant una gran quantitat d'obres inèdites, entre les quals hi ha assaigs biogràfics locals i nacionals (uns vint-i-cinc títols), costumaris populars i, també les seves memòries.